# Sanavastre
Sanavastre es una localidad española del municipio gerundense de Das, en la comunidad autónoma de Cataluña.

## Historia
A mediados del siglo XIX, el lugar, perteneciente ya por entonces al municipio de Das, contaba con una población censada de 107 habitantes. La localidad aparece descrita en el decimotercer volumen del Diccionario geográfico-estadístico-histórico de España y sus posesiones de Ultramar de Pascual Madoz de la siguiente manera:

SANABASTRE: l. en la prov. de Gerona (20 leg.), part. jud. de Ribas (5), aud. terr., c. g. de Barcelona (23), dióc., de Seo de Urgel (6 1/2), ayunt. de Das. sit. en el centro de la Cerdaña española, con buena ventilacion y clima frio, pero sano. Tiene 43 casas y una igl. parr. (Stos. Acisclo y Victoria), servida por un cura de primer ascenso. El térm. confina N. Surigarola y Astoll; E., Mosoll; S. Prats, y O. All. El terreno es llano, de inferior calidad, le fertiliza el r. Segre, y le cruza un camino carretero, que conduce á Puigcerdá, y otros de herradura. prod.: centeno, patatas y yerbas de pasto; cria ganado lanar, caballar y vacuno, y caza de liebres. pobl.: 21 vec., 107 alm. cap. prod.: 1.253.600 rs imp.: 31.340.
(Madoz, 1849, p. 728)

En 2022, tenía una población de 87 habitantes.

## Patrimonio
La iglesia de la localidad está dedicada a los santos Acisclo y Victoria.